# Vinidario
Vinidario ―en latín: Vinidarius y en idioma gótico: Vinithaharjis― fue un escritor probablemente godo del siglo V, conocido por recopilar el Apici excerpta (‘citas de Apicio’), unas recetas culinarias y consejos basados en el libro De re coquinaria (‘de temas culinarios’), de Marco Gavio Apicio.
En el siglo VIII, el texto de Vinidario se incluyó en el manuscrito Códex salmasianus, publicado en París (Francia).